# Escource
Escource (gaskonsko Escorce) je naselje in občina v francoskem departmaju Landes regije Akvitanije. Naselje je leta 2009 imelo 599 prebivalcev.

## Geografija
Kraj leži v pokrajini Gaskonji ob reki Escource, 60 km severozahodno od Mont-de-Marsana.

## Uprava
Občina Escource skupaj s sosednjimi občinami Commensacq, Labouheyre, Lüe, Luglon, Sabres, Solférino in Trensacq sestavlja kanton Sabres s sedežem v Sabresu. Kanton je sestavni del okrožja Mont-de-Marsan.

## Zanimivosti
- cerkev sv. Martina in Roka;